# Журнал сервера
Журнал сервера (англ. server log, также часто встречается прямая транслитерация — «логи сервера») — файлы, содержащие системную информацию о работе сервера, в которых протоколируются все действия пользователя на сайте, а также информацию, используемую для анализа и оценки сайтов и их посетителей.
Обработав логи, можно получить сводные цифры, изучить закономерности поведения групп пользователей, информацию о пользователях сайта (где находится посетитель, сколько времени провёл на сайте, что просматривал, каким браузером пользовался и какой IP-адрес у его компьютера)
В веб-сервере Apache файлы журналов называются access.log (журнал доступа к серверу) и error.log (журнал ошибок и уведомлений).

## Пример
В Apache наиболее используемым вариантом записи журнала доступа к серверу является combined, при выборе которого данные записываются в следующем виде:
%h %l %u %t \"%r\" %>s %b \"%{Referer}i\" \"%{User-Agent}i\"
Например:
```
127.0.0.1 - - [10/Jun/2009:10:00:00 +0000] "GET /example.html HTTP/1.1" 200 - "
http://example.com
" "Mozilla/4.0 (compatible; MSIE 7.0; Windows NT 5.1)"
```